# 鄭義和

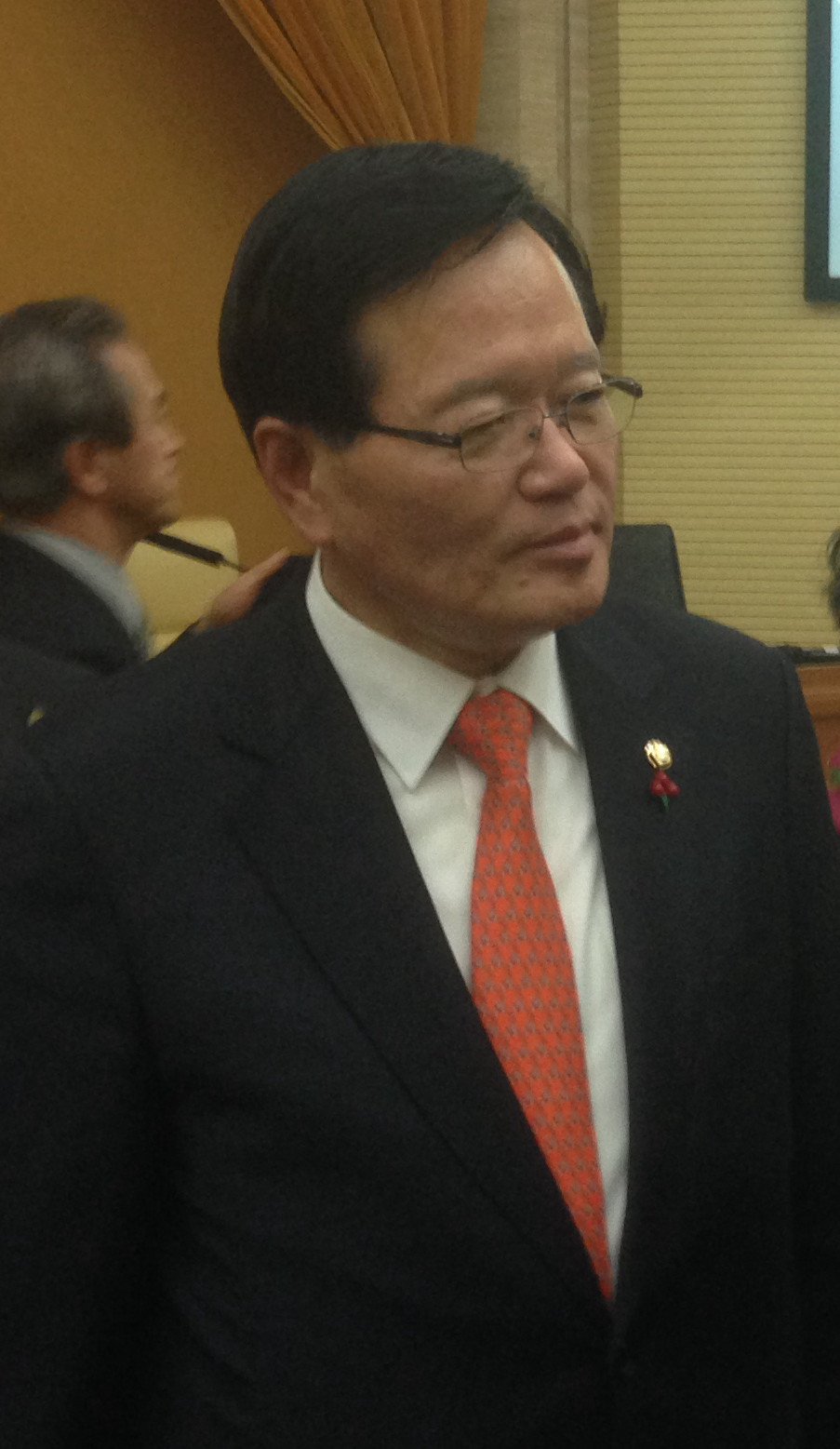
2014年鄭義和在中國外交学院

鄭義和（韓語：정의화；1948年12月18日—），韩国醫生、政治人物，前新世界黨党员，曾任第19屆韓國国会下半期议长、代理議長。
鄭義和高中就讀釜山高等學校，1995年在仁濟大學醫學研究院博士畢業，次年參加大韓民國第15屆國會議員選舉進入政壇，之後連任4屆議員。

## 荣誉

### 外国勋章奖章
- 旭日大绶章（日本，2017年4月29日公布[2]）